# Lo stato delle cose
Lo stato delle cose (Der Stand der Dinge) è un film del 1982 diretto da Wim Wenders, vincitore del Leone d'oro al miglior film della Mostra del cinema di Venezia.

## Trama
Il film inizia con il cammino della speranza di una famiglia di superstiti da un conflitto nucleare, fino a giungere in un complesso abbandonato semidistrutto. Siamo sul set di un film che rimanda al classico di fantascienza "Most Dangerous Man Alive" di Allan Dwan, girato in Portogallo presso un albergo isolato in riva al mare. Il regista Friedrich "Fritz" Munro apprende improvvisamente della mancanza di fondi e della pellicola. Il lavoro si ferma e si attende con ansia il ritorno da Los Angeles del produttore Gordon, il quale però si è reso irreperibile.
La prima parte della storia è costituita da scene che ritraggono in modo anche farsesco i membri della troupe, intrappolati nella monotonia dell'attesa, tra l'albergo dove risiedono, semidistrutto da una recente burrasca, ed i dintorni di un Portogallo assopito e dal sentore antico. La vicenda assume dinamismo con la partenza di Fritz per Los Angeles, alla ricerca di Gordon. Il regista si accorge di essere pedinato e scopre via via come il produttore si sia nascosto in un camper, sapendo di essere inviso a una gang criminale cui aveva richiesto dei prestiti. Fritz non crede a questa storia; tuttavia, insieme al produttore, finirà ucciso con colpi d'arma da fuoco, significativamente mentre cerca di filmare, senza successo, il suo assassino.

## Produzione
Nella primavera del 1981 il produttore Francis Ford Coppola interruppe il lavoro sul progetto cinematografico congiunto suo e di Wenders, Hammett, per far riscrivere la sceneggiatura a Ross Thomas per la terza volta. 
Durante questa pausa Wenders tornò in Europa, dove inizialmente cercò un adattamento cinematografico del romanzo Stiller di Max Frisch, che non concretizzò. L'idea di Der Stand der Dinge gli venne quando incontrò il regista Raúl Ruiz in Portogallo per aiutarlo nel suo film O Território. Wenders assunse Robert Kramer come sceneggiatore e rilevò gran parte della squadra di Ruiz, incluso Henri Alekan, direttore della fotografia di grandi registi come Jean Cocteau, René Clément, André Cayatte, Marcel Carné, Abel Gance, Jean Delannoy.

## Cast
Nel cast compare John Paul Getty III, nipote del magnate del petrolio Jean Paul Getty, divenuto noto alla cronaca negli anni settanta in quanto vittima di un cruento sequestro. Wim Wenders apprezzava le sue potenzialità recitative.
Sono presenti in qualità di interpreti due registi hollywoodiani, Samuel Fuller e Roger Corman, rispettivamente nei ruoli del cameraman Joe e dell'avvocato.

## Set
L'ambientazione - allora un edificio in rovina - è l'odierno (2020) Arribas Sintra Hotel di Sintra, in Portogallo.
Il famoso locale fast food, il Tiny Nailors, scena di altri film hollywoodiani, è stato demolito alcuni anni dopo le riprese.

## Accoglienza
Nelle sale tedesche il film non ebbe molto successo nonostante recensioni positive e importanti riconoscimenti. 

## Critica
Il film, giallistico solo marginalmente, è un'autoriflessione sul cinema. L'opera approfondisce il senso delle esigenze dell'industria cinematografica e delle qualità necessarie per fare il regista.

## Temi
Il film è una "summa" dei temi cari al regista:
- la matrice autobiografica
- la presenza ossessiva dei mezzi di comunicazione come telefoni, radio, registratori, e congegni della moderna civiltà tecnologica, l'orologio parlante di Joel, il computer (nel film compare un personal computer Apple II (basato su processore MOS 6502), su cui gira un software per gestione di data base)
- il motivo dell'arte che filtra la realtà: la fotografia e il cinema (l'archivio fotografico dello sceneggiatore; le polaroid e i filmati girati dalle bambine con la cinepresa che è la stessa utilizzata da Fritz nell'ultima sequenza), la musica (il violino di Joan), la pittura (Kate), la scrittura (gli appunti di Anna).[2]

## Colonna sonora
La colonna sonora originale del film è stata realizzata da Jürgen Knieper.
Il film contiene anche le seguenti canzoni, come da titoli di coda:
- Standin' at the Big Hotel di Joe Ely
- Fools Fall in Love di Joe Ely
- Girl's Imagination di The Del-Byzanteens
- Tom's Song di David Blue
- Los Angeles di X
- Lies to Live By di The Del-Byzanteens
- Beyond and Back di X
- Hollywood, Hollywood di Allen Garfield (improvvisata dall'attore per la sequenza finale del film)

## Omaggio ai maestri del cinema tedesco
Il nome del protagonista, Friedrich-Fritz Munro, è un omaggio ai grandi registi tedeschi Fritz Lang e Friedrich Wilhelm Murnau.
I personaggi si passano di mano in mano un libro intitolato Sentieri selvaggi e in un cinema di Los Angeles è inquadrato il cartellone pubblicitario del film di John Ford.

## Riconoscimenti
- 1982 - Mostra internazionale d'arte cinematografica
  - Leone d'oro al miglior film
- 1983 - Deutscher Filmpreis
  - Lola al miglior film